# Idima

Mapa de algunas de las ciudades griegas de Caria y de algunas islas del Dodecaneso, donde se aprecia la ubicación de Idima, al este de Cedreas.

Idima o Idimo (en griego, Ἴδυμα, Ἴδυμος) fue una antigua ciudad de Caria. 
Se ha sugerido que Idima podría identificarse con la ciudad que los textos hititas de la Edad del Bronce denominan Utima.
Idima perteneció a la Liga de Delos puesto que aparece mencionada en los registro de tributos a Atenas entre los años 453/2 y 442/1 a. C. y en el decreto de tasación de tributos del año 425/4 a. C.
Se conservan monedas de plata y bronce de Idima que han sido fechadas en los siglos V y IV a. C. donde figura la inscripción «ΙΔΥΜΙΟΝ».
También se menciona en inscripciones del periodo helenístico.